# Санта Мария ин Арачели
„Санта Мария ин Арачели“ (на италиански: Santa Maria in Aracoeli) е християнска базилика в Рим, Италия, разположена на хълма Палатин. Името на базиликата означава „Богородица от Небесния олтар“. В нея има богата колекция от картини и фрески на известни художници от XIII–XVIII век: Пиетро Кавалини, Беноцо Гоцоли, Пинтурикио, Якопо Торити и др.

## История
Базиликата е построена през VI век върху руините на римски храм на Юнона Монета (на лат. Съветница).
„Санта Мария ин Арачели“ и оформилият се около нея манастирски комплекс последователно принадлежи на християни от гръцки обред, а през ХІІ век на монаси – бенедиктинци. През 1250 г. папа Инокентий ІV предава църквата на францисканците, които започват мащабно преустройство, което продължава до 1291 г. Францисканците преустроили сградата в романо-готически стил. През 1348 г. в знак на благодарност към Света Богородица за настъпването на края на чумата е изградено от Лоренцо ди Симоне Андреоци монументалното стълбище със 124 мраморни стъпала, водещо към базиликата. Тухлената фасада е от XIV век, а люнетите на страничните портала са украсени с резба през XVI век.
През 1571 г. в храма е отслужена тържествената меса в чест на победата в битката при Лепанто и за отбелязване на събитието през 1575 г. е направен резбован таван, който е запазен до днес. През 1797 г. Рим е завзет от французите и те прогонват францисканците от манастира. След обединението на Италия имотите на манастира стават държавна собственост. Във връзка със строежа на мемориала „Виториано“ в периода 1882 – 1911 г. част от манастирските сгради са разрушени.

## Интериор
Сградата представлява трикорабна базилика, като корабите са отделени от колони с арки. Вътрешният интериор на базиликата рязко контрастира с външната простота на сградата. Живописното пространство включва три нефа, разделени от 22 антични колони, много от които са от руините на древноримски постройки.
Главният неф е украсен с резбован таван, изработен през 1575 г. по време на папа Григорий XIII. Пред главния олтар е разположена капела, в която се съхраняват мощите на Света Елена, майката на император Константин I. Подът и част от стените на олтара са покрити с прекрасни мозайки от цветен мрамор, изработени от майстори от рода Козмати. В базиликата се съхраняват и работи на Донатело, както и фрески на Пиетро Кавалини. Покрай северната и южната стена са разположени по 9 капели. Първата капела отдясно след влизане в храма е декорирана с фрески, описващи живота на Свети Бернардин от Сиена, дело на Пинтурикио. Третата капела отляво е украсена с позлатени фрески на Беноцо Гоцоли, посветени на Свети Антоний.
В „Санта Мария ин Арачели“ се е намирала чудотворна дървена статуя на младенеца Исус, изработена от маслиново дърво през ХV век. Тя е открадната през 1994 г. и сега на нейното място е поставено копие. В базиликата се намират и картини на други видни живописци: „Смъртта на Света Маргарита“ на Марко Бенефиал, „Смъртта на Свети Франциск Солано“ на Антонио Джерарди, „Изгонването на Адам и Ева от Рая“ на Франческо Пичи, „Шествието на Мадона Арачели“ на Джовани де Веки и др. В храма се пазят и част от мощите на света Елена.